# Mario Cau
Mario Vitor Gouveia Cau, mas conhecido como Mario Cau (Campinas, 11 de outubro de 1984) é um quadrinista, ilustrador e arte-educador brasileiro. Formado em artes plásticas pela Universidade Estadual de Campinas (Unicamp).
Iniciou a carreira nos quadrinhos na décima oitava edição da revista Front publicada em junho de 2007 pela editora Via Lettera, e ilustrando a história "Hoje é dia de usar pulseiras", escrita por Hugo e Alessandra.
Cocriador da webcomic Terapia (junto com Rob Gordon e Marina Kurcis) publicada site no Petisco, foi integrante do coletivo Quarto Mundo e já participou de diversas coletâneas de quadrinhos. Em 2012, ganhou o Troféu HQ Mix na categoria "web quadrinhos" por Terapia. [carece de fontes?]
Em 2010, ilustrou uma história do Louco para o álbum MSP + 50 – Mauricio de Sousa por mais 50 artistas.
Em 2013, ganhou o Prêmio Jabuti de "Melhor Ilustração" pela adaptação de Dom Casmurro (roteiro de Felipe Greco). Em 2014, foi um dos artistas responsáveis pela arte do crossover de Sideralman de Will com o Homem-Grilo de Cadu Simões.
Em agosto de 2020, em comemoração de 15 anos da série Pieces, lançou um projeto de financiamento coletivo no Catarse do especial Pieces – Parte de mim.
É professor da escola de desenho na escola Pandora em Campinas, onde ministra aulas de história em quadrinhos, quadrinização, ilustração e ilustração de Mercado.

## Prêmios
- Prêmio Jabuti - Melhor Ilustração (2014)
- Troféu HQ Mix - Web quadrinhos (2012), Adaptação para os quadrinhos (2014)
- Prêmio Angelo Agostini - Desenhista (2015, 2018)